# Heddi Karaoui
Heddi Karaoui (Aix-en-Provence, Francia; 1 de noviembre de 1983) es un luchador profesional francés que actualmente trabajaba en los circuitos independientes de lucha libre en México luego de pertenecer a la Independent Wrestling League (IWL). Karaoui fue maestro de la Federación Internacional de Luchas Asociadas y de la Inoki Dojo en Los Ángeles.

## Carrera
Heddi comenzó a los 12 años a entrenar judo bajo la influencia de su padre Nore Karaoui, dentro de la Asociación Deportiva de Correos, Telégrafos y Teléfonos en la ciudad de Sète, ganando el primer lugar en cinta negra. Karaoui ganó algunos torneos inter clubes, hasta que entró a la Universidad Panteón-Assas de París II, para luchar por algunos campeonatos universitarios, llegando a ser el mejor del equipo y siendo finalista del torneo francés de lucha.
Después de largas selecciones deportivas escolares, en 1998 entró a la Escuela de Clima y Deportes de Font-Romeu-Odeillo-Via, la cual es reconocida como una de las mejores escuelas de Europa.
En el 2008, hizo su debut profesional como Lucha libre profesional luchador en el Pro Wrestling Expo, celebrado en el Ryōgoku Kokugikan de Sumida, Tokio, Japón el 24 de octubre de 2008. Pronto comenzó a aparecer en la empresa estadounidense  World Wrestling Entertainment con competidor local en una lucha de Smackdown  en diciembre de 2008 vs The Big Show, pero fue liberado de su contrato con wwe, hasta que en el 2009 llegó a México para participar en la empresa Revolution Free Style Wrestling.

## Campeonatos y logros
- Allied Independent Wrestling Federations
  - AIWF Latin American Championship (1 vez, actual)

- World Wrestling Association
  - WWA Light Heavyweight Championship (1 vez, actual)

- Tenryu Project
  - Tenryu Project 6-Man Tag Team Championship (1 vez, actual)

- Xtreme Warriors Wrestling
  - XWW Master Championship (1 vez, actual)

- International Wrestling Revolution Group
  - IWRG Intercontinental Middleweight Championship (1 vez)

- Arena Cuautepec
  - Arena Cuautepec Championship (1 vez, actual)